# Azyryna
Azyryna – organiczny związek chemiczny należący do nienasyconych związków heterocyklicznych. Azyryna zbudowana jest z pierścienia, w skład którego wchodzą dwa atomy węgla, oraz jeden atom azotu, który jest w pierścieniu heteroatomem.
Istnieją dwa izomery azyryny:
- 1H-azyryna, w której wiązanie podwójne występuje pomiędzy oboma atomami węgla
- 2H-azyryna, w której wiązanie podwójne występuje pomiędzy atomem azotu a jednym z atomów węgla.

Obie formy tautomeryczne przekształcają się wzajemnie jedna w drugą.
Kation azyrynowy jest najmniejszym heterocyklicznym pierścieniem aromatycznym:

Stabilizacja kationu azyrynowego poprzez rezonans

## Otrzymywanie
2H-azyrynę można uzyskać poprzez termolizę azydku winylu pod zmniejszonym ciśnieniem: